# Lyciovibrissina minor
Lyciovibrissina minor är en tvåvingeart som beskrevs av Papp och Kim 1996. Lyciovibrissina minor ingår i släktet Lyciovibrissina och familjen lövflugor. Inga underarter finns listade i Catalogue of Life.